# Enrique Pérez Arbeláez
Enrique Pérez Arbeláez (Medellín, 1896 - Bogotá, 1972), fue un botánico y sacerdote católico colombiano.

## Primeros años
Estudio la primaria en el Colegio de la Salle de Bogotá, entre 1913 y 1919. La secundaria con los jesuitas en el Colegio de San Bartolomé, donde se graduó en 1922 como bachiller especialista en historia natural, anatomía y fisiología humana. En Colegio Máximo de Oña, Burgos, España, estudió Teología entre 1923 y 1926 y allí se ordenó como sacerdote católico en 1926. Paralelamente realizó cursos de extensión en sismología y en técnica microscópica en Madrid y Barcelona. Publicó el texto Biología Moderna.

## Doctorado
En Alemania realizó un doctorado en Filosofía y estudió Ciencias Botánicas en la Ludwig-Maximilians-Universität (Universidad del Rey Luis Maximiliano, en Múnich). Hizo una especialización en "plantas inferiores", con Karl Von Goebels, graduándose con una tesis sobre citología y morfología del grupo natural de las Davaliáceas, laureada y publicada en la revista de los profesores.

## Vida profesional
Regresó a Colombia, dedicándose a la creación del Herbario Nacional Colombiano, cuya primera sede se inauguró el 6 de agosto de 1938, en la Ciudad Universitaria de Bogotá. Fue uno de los impulsores y fundadores de la Academia Colombiana de Ciencias; del Departamento de Botánica de la Universidad Nacional de Colombia, creado en 1936 y que se convirtió en el Instituto de Ciencias Naturales de la universidad; y también, del Jardín Botánico de Bogotá "José Celestino Mutis", fundado en 1955 y cuya primera fase se completó en 1970, meses antes de su muerte. 
Desde 1940 fue profesor de Botánica y Zoología del Jardín Zoológico de la Normal Superior de Bogotá y de la Escuela de Farmacia de la Universidad Nacional. Desde 1940 fue profesor de Botánica de la Facultad de Medicina de la misma universidad. En la Universidad de los Andes fue profesor de Recursos naturales y conservación de suelos. En el Instituto Geográfico Agustín Codazzi se desempeñó como jefe del Departamento de Investigaciones Geoeconómicas y dio inicio a un estudio sobre los recursos naturales de Colombia, publicado posteriormente.

## Obras
Autor 37 libros y de un total de 110 publicaciones. Su obra más conocida, Plantas útiles de Colombia, con un primer tomo publicado en 1935, edición completa en 1947 y múltiples ediciones y reimpresiones, trata sobre 1.900 especies vegetales y es una obra asequible para el amplio público. Escribió el libro Hilea Magdalenesa. Prospección económica del valle tropical del Río Magdalena, publicado en 1949, en un momento crítico del Río y de su zona de influencia. Fue comisionado del Ministerio de Educación Nacional para dirigir junto con Fernando Fernández de Soto Morales. en Madrid, la edición del tomo XLIV de la Flora de la Real Expedición Botánica del Nuevo Reino de Granada, dedicado a las quinas y al género Cinchona, y publicado en 1957.